# Никиткино (Ярославский район)
Никиткино — деревня в Ярославском районе Ярославской области. Входит в состав Заволжского сельского поселения.

## География
Находится в восточной части Ярославской области на расстоянии приблизительно 13 км на северо-восток по прямой от станции Филино.

## История
В 1859 году здесь (деревня Ярославского уезда Ярославской губернии) было учтено 22 двора, в 1898 — 27.

## Население
Численность населения: 148 человек (1859 год), 5 (русские 100 %) в 2002 году, 4 в 2010.